# لندوایاکابفا
لندوایاکابفا (به مجاری:  Lendvajakabfa) یک شهرداری در مجارستان است که در ناحیه لنتی واقع شده‌است. لندوایاکابفا ۶٫۱۸ کیلومتر مربع مساحت و ۲۷ نفر جمعیت دارد.